# Хусаинов, Шахмет Хусаинович
Шахмет Хусаинович Хусаинов (каз. Шахмет Құсайынұлы Құсайынов; 12 мая 1906, Кокчетавский уезд, Акмолинская область, Российская империя — 30 мая 1972, Алма-Ата, Казахская ССР, СССР) — казахский советский драматург.

## Биография
Родился 12 мая 1906 года на территории Кокчетавского уезда Акмолинской области (ныне — село Каратал, Айыртауский район, Акмолинская область).
В 1929-1935 годах работал литературным сотрудником Кокчетавской, Карагандинской областных газет, газеты «Қазақ әдебиеті». В 1935-1937 годах учился на режиссёрском факультете ГИТИСа.
В 1938-1940 годах работал заведующим литературной частью Казахского академического театра драмы, в 1940-1950 годах — художественным руководителем Семипалатинского, Уральского областных драмтеатров, редактором Центральной объединённой киностудии (ЦОКС)в Алма-Ате, старшим научным сотрудником Сектора киноискусства Академии наук Казахской ССР.
Награждён орденом «Знак Почёта» и медалями СССР.

## Творчество
Первой работой Шахмета Хусаинова была посвящённая коллективизации пьеса «Наступление» (каз. «Шабуыл»), созданная 1932 году. Затем вышли пьесы: «Ненасытные» (1932) — о взяточниках, «Жатва» (1935, каз. «Орақ») — о жизни колхоза, «Шолпан» (1938) — об установлении и упрочнении Советской власти в деревне, «Вчера и сегодня» (1940, каз. «Кеше мен бүгін», вариант пьесы 1930-х годов «Маралбай») — о становлении характера советского учёного.
На исторические темы были написаны пьесы «Амангельды» (1936), «Боран» (1939), «Наш Гани» (1957), «Аль-Фараби» (1972, совместно с О. Бодыковым). В комедии «Алдар Косе» (1942) по мотивам казахского фольклора создал образ народного острослова, борца против несправедливости.
В комедии о колхозной жизни «Весенний ветер» (1952, каз. «Көктем желі») осмеяны очковтирательство и зазнайство. В центре пьесы «Баловень» (1954, каз. «Есірткен ерке») — проблемы воспитания подростков. Пьеса «На берегу Иртыша» (1957, каз. «Ертіс жағасында») посвящена рабочему классу.
Вместе с В. Абызовым написал киносценарии для художественных фильмов «Девушка-джигит» (1955), «Мы здесь живём» (1957), «На диком бреге Иртыша» (1959).

## Память

Мемориальная доска Бикен Римовой и Шахмету Хусаинову в Алматы. Июль, 2015 года.

Именем Шахмета Хусаинова в 1978 году была названа улица в Алма-Ате, на доме (улица Карасай батыра, 62), где жил писатель установлена мемориальная доска.
12 июля 1996 года Казахскому музыкально-драматическому театру города Кокшетау было присвоено имя Шахмета Хусаинова.